# Louis Peeters
Louis Philippe Joseph Peeters (Weert, 7 november 1905 – Brugge, 1997) was een Nederlands burgemeester namens de NSB.
Peeters, die rechten gestudeerd had, werkte sinds 1931 als advocaat in Eindhoven. Peeters was eerst lid van het Zwart Front en daarna van de NSB. Hij was in de jaren 1941 tot 1943 burgemeester van Maastricht. Ook was hij van september tot december 1942 waarnemend burgemeester van de gemeente Heer. Begin 1944 ging hij als lid van de Nederlandsche SS naar Duitsland. Hij werd in 1946 tot acht jaar cel veroordeeld te Roermond, maar kwam vervroegd vrij in september 1950. Peeters emigreerde dat jaar naar Ecuador van waaruit hij in de jaren 90 terugkeerde en zich vervolgens in Sint-Andries (bij Brugge) vestigde.